# Lenguas pama suroccidentales
Las lenguas pama suroccidentales son una subfamilia de las lenguas pama habladas en la parte occidental de la península del Cabo York en Queensland (Australia). Alpher (1972) accepta que el pama suroccidental forma un grupo filogenético válido, y propone la clasificación interna que sigue. Por otra parte, R. M. W. Dixon solo acepta en parte el parentesco de estas lenguas, en concreto sólo considera relacionados el grupo yir, que es un par de dos dialectos de la misma lengua, y el grupo Koko Bera-Kok Thawa (formado por el koko bera y el kok thawa).

## Clasificación interna
Alpher propone la siguiente división en subgrupos de las lenguas pama suroccidentales:
- Alto pama suroccidental
  - Kuuk Thaayorre
  - Kuuk Yak
  - Kunjen (Oykangand) / Ogh-Undjan (Kawarrangg)
- Pama suroccidental de la costa
  - Yir-Yoront (Yirrk-Thangalkl)
  - Koko Pera: Koko-Bera, Kok Thawa

Bowern (2011) también incluye en esta lista el extinto al kokiny y al kok-papángk.

## Comparación léxica
Los numerales en las diversas lenguas pama del cabo York son:
| GLOSA | Alto Pama Suroccidental | Alto Pama Suroccidental | Alto Pama Suroccidental | Alto Pama Suroccidental | Costa        | PROTO- PAMA SW. |
| GLOSA | Thaayorre               | Oykangand (Kunjen)      | Olkola                  | Kawarrang (Ogh-Undjan)  | Yir Yoront   | PROTO- PAMA SW. |
| ----- | ----------------------- | ----------------------- | ----------------------- | ----------------------- | ------------ | --------------- |
| '1'   | thono t̪ono              | enoŋgab                 | enoŋg                   |                         | yirr         | *               |
| '2'   | kuthirr kut̪ir           | ujir                    | uchir                   | udyir                   | koyrr        | *kut̪ir / *ut̪iɾ  |
| '3'   | pinalam pinaːlaːm       | errab                   | errab                   | erap                    | wapayrr      | *               |
| '4'   | yuur mong yuːɻ moŋ      |                         |                         |                         | morr-maq     | *               |
| '5'   | yuur mong yuːɻ moŋ      |                         |                         |                         | yor-thelemrr | *               |